# 川梨
川梨（学名：Pyrus pashia），俗名棠梨刺，为蔷薇科梨属下的一个种。生长于中国四川、云南、贵州等省以及印度、缅甸、不丹、尼泊尔、老挝、越南、泰国等国。生长于海拔650-3000米的丛林中。

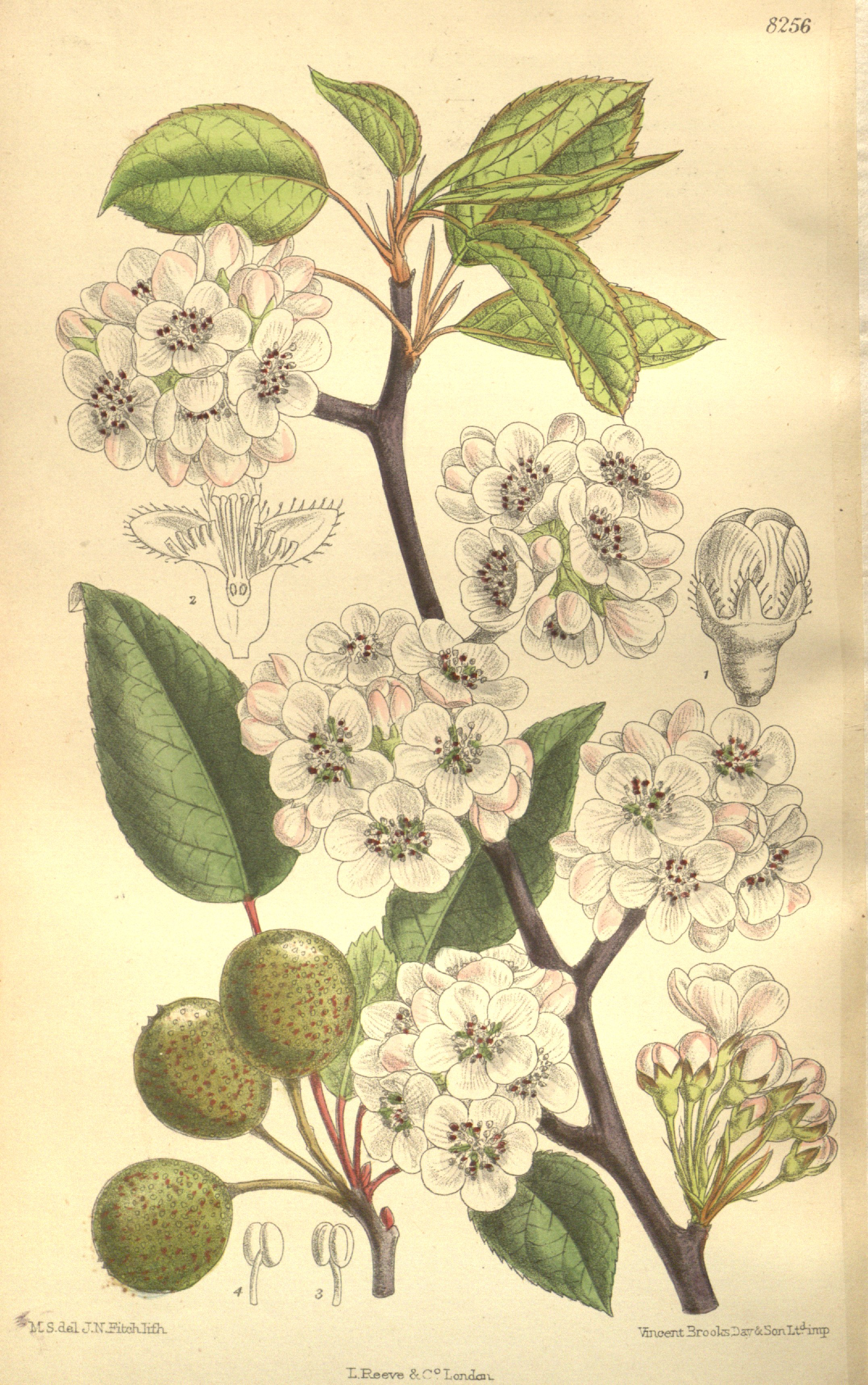
无毛川梨

## 变种
- 大花川梨（P. pashia var. grandiflora），生长于贵州、云南。
- 无毛川梨（P. pashia var. kumaoni），又称光梨，生长于中国云南和印度北部。
- 钝叶川梨（P. pashia var. obtusata），生长于云南、四川。

## 扩展阅读
- 維基物種上的相關：川梨